# 테드 (항공사)
테드(영어: Ted)는 한 때 존재했던 미국의 저비용 항공사이자 유나이티드 항공의 자회사로 2001년부터 2009년까지 존재했다.

## 역사
설립 배경은 2001년에 9·11 테러와 경기 불황에 따른 항공 수요 감소 및 저비용 항공사의 출혈 경쟁으로 경영상 압박을 받아오다가 2002년 부채를 상환하지 못해 파산 보호를 신청까지 하면서 경영이 악화하기도 했지만 직원 감원, 임금 삭감 등의 구조조정을 하여 사세회복에 애쓰고 있는 와중에 2003년 당시 유나이티드 항공의 파산을 이겨내기 위해 전략의 하나로 저비용 항공사로 출범하여 미국과 멕시코를 운항했다. 하지만 2008년에 급격한 유가 상승을 반영한 연료 가격의 상승을 받고 같은 해 6월 유나이티드 항공이 발표한 구조 조정 방안의 일환으로 운항을 중단했고 2009년에 유나이티드 항공으로 합병했다. 유나이티드 항공과 마찬가지로 당시 테드 항공은 스타 얼라이언스의 일원에 속했다. 따라서 스타 얼라이언스에 가입하는 마일리지 프로그램의 회원은 추가 조건을 만족하면 유나이티드 항공과 같은 조건으로 마일을 획득할 수 있다. 다만 엘리트 회원의 경우 우선 탑승과 라운지 맨유 항공편과 같은 조건에서 사용할 수 있다. 기종은 유나이티드 항공의 새로운 도장과 같은 오렌지 계통의 큰 U마크가 꼬리에 그려져 있다. 공항 기둥 광고에 테드 이스파트 오브 유나이티드(영어: Ted is part of United)라고 쓰여져 있다.

## 같이 보기
- 에어 캐나다 탱고
- 델타 익스프레스
- 유나이티드 셔틀
- 송에어
- 미국의 없어진 항공사 목록